# High Horse
«High Horse» —en español: «Caballo alto»— es una canción escrita y grabada por la cantante y compositora de música country estadounidense Kacey Musgraves para su cuarto álbum de estudio, Golden Hour (2018). Kacey coescribió la canción con Trent Dabbs y Tom Schleiter, y coprodujo la canción con Ian Fitchuk y Daniel Tashian. Fue lanzado por primera vez como un sencillo promocional digital el 22 de marzo de 2018, y luego impactó a la radio adulto contemporáneo en Estados Unidos el 25 de junio de 2018, como el tercer sencillo oficial del álbum. El 3 de julio de 2018 se lanzó un extended play de remixes.
«High Horse» alcanzó el número 36 en la lista Billboard Hot Country Songs de Estados Unidos y también se convirtió en la primera canción de Kacey en pasar a la radio pop, debutando y alcanzando el número 39 en la lista Adult Pop Songs.

## Contenido
«High Horse» es una canción disco que incorpora elementos de country instrumentación y voces multipistas. La canción utiliza synth y un ritmo disco «alegremente», con el sonido general descrito por Rolling Stone como la «desviación más radical hasta ahora» de los lanzamientos anteriores de Kacey. Los Bee Gees y Daft Punk se citan como influencias en el estilo de «High Horse». Líricamente, la canción utiliza juego de palabras y doble sentido para comparar a un individuo engreído con un caballo preciado, al que Kacey anima a «giddy-up» y «ride straight out of this town».

## Recepción de la crítica
Margaret Farrell de Pitchfork elogió el juego de palabras de la canción y la fusión de sonidos disco y country, escribiendo que Kacey «sin duda es una gran estrella del pop» y «ha abierto una nueva puerta fascinante para sí misma». Jude Rogers de The Guardian destacó «High Horse» como un punto culminante del concierto de Kacey en el Bristol Hippodrome en Reino Unido, escribiendo que la canción «muestra cómo el country se puede fusionar brillantemente con la música disco Chic de finales de los 70, apuntando hacia un estilo con el que Kacey realmente podría conquistar el mundo». Michael Watkins de Under the Radar elogió la composición de la canción, escribiendo que «temas como «Butterflies» y «High Horse» ofrecen lo mejor de lo que Kacey puede hacer en términos de equilibrar su obvio encanto con cierto acerado vientre». Stereogum clasificó la canción en el número dos en su lista de las cinco mejores canciones de la semana después de su lanzamiento, llamándola «su canción más divertida hasta ahora».

## Rendimiento comercial
«High Horse» debutó en el número 39 en la lista de Hot Country Songs el 7 de abril de 2018, y subió a su posición máxima de 36 la semana siguiente después del lanzamiento de Golden Hour. Tras el lanzamiento de la canción en la radio, debutó en el número 39 en la lista de Adult Pop Songs, convirtiéndose en su primera canción en aparecer en una lista de orientada a pop. La canción debutó notablemente al mismo tiempo que «Tequila» de Dan + Shay (también la primera experiencia de crossover de ese artista), lo que provocó una discusión sobre la mayor inclusión de temas country en listas pop para adultos. El 3 de agosto de 2020, el sencillo fue certificado oro por la Recording Industry Association of America (RIAA) para ventas combinadas y datos de transmisión de más de 500,000 unidades en los Estados Unidos.

## Video musical
Un video musical adjunto dirigido por Hannah Lux Davis se estrenó el 12 de julio de 2018. Kacey comienza el video como un empleado en una oficina supuestamente de la década de 1970 con un jefe inapropiado. El personaje de Musgraves fantasea con regañar a sus molestos compañeros de trabajo y escapar para estar con amigos, lo que resulta en surrealista ensoñaciones que involucran a un bar karaoke japonés y una eventual salida de la oficina sobre un caballo blanco. El estilo y los temas del video se han comparado con la popular película de 1980, Cómo eliminar a su jefe.

## Presentaciones en vivo
Kacey interpretó «High Horse» en The Ellen DeGeneres Show como parte de su aparición en el episodio del 3 de abril de 2018. Ella interpretó «High Horse» y «Slow Burn» como invitada musical en el episodio del 13 de mayo de 2018 de Saturday Night Live. El 15 de febrero de 2019, Kacey llevó a Trinity The Tuck y Monét X Change al escenario con ella durante una presentación de «High Horse»; estos invitados fueron los ganadores recientemente coronados de la cuarta temporada de  RuPaul's Drag Race All Stars, en la que se desempeñó como juez invitado.

## Listas de canciones
| Remix EP |                               |          |  |
| N.º      | Título                        | Duración |  |
| 1.       | «High Horse» (Kue remix)      | 4:12     |  |
| 2.       | «High Horse» (Violents remix) | 3:41     |  |

- Nota: La lista de canciones para el lanzamiento en vinilo de 10" de las remezclas de «High Horse» es idéntica, excepto que la pista uno está en el lado A y la pista dos está en el lado B.[17][18]

## Posicionamiento en listas
| Listas (2018)                               | Mejor posición |
| ------------------------------------------- | -------------- |
| Bélgica (Flandes) (Ultratip Bubbling Under) | 8              |
| Estados Unidos (Adult Top 40)               | 39             |
| Estados Unidos (Hot Country Songs)          | 36             |

## Historial de lanzmientos
| País           | Fecha                   | Formato                | Versión  | Discográfica  | Ref.   |
| -------------- | ----------------------- | ---------------------- | -------- | ------------- | ------ |
| Varios         | 22 de marzo de 2018     | Descarga digital       | Original | MCA Nashville | [ 22 ] |
| Estados Unidos | 25 de junio de 2018     | Hot adult contemporary | Original | MCA Nashville | [ 23 ] |
| Varios         | 3 de julio de 2018      | Descarga digital       | Remixes  | MCA Nashville | [ 24 ] |
| Varios         | 23 de noviembre de 2018 | vinilo de 10"          | Remixes  | MCA Nashville | [ 18 ] |